# Jared Sparks
Jared Sparks, född den 10 maj 1789 i Willington, Connecticut, död den 14 mars 1866 i Cambridge, Massachusetts, var en amerikansk historieskrivare.
Sparks studerade vid Harvard, var därefter lärare och 1819-23 präst vid en unitarisk församling i Baltimore. Han utgav 1824-30 den ansedda tidskriften North American Review, ägnade sig därefter åt historiska studier och var 1839-49 professor i historia vid Harvarduniversitetet i Cambridge, Massachusetts, samt därefter till 1853 universitetets rektor (president). Sparks var en av de främsta auktoriteterna för kännedomen om den revolution, som var upphovet till Amerikas förenta stater, och särskilt var han banbrytande som samlare av källmaterial till amerikansk historia. Hans viktigaste arbeten om denna revolutions historia är: urkundspublikationen Diplomatic correspondence of the american revolution (12 band, 1829-30), Life and writings of George Washington (12 band, 1833-40) och brevsamlingen Correspondence of the american revolution (4 band, 1853). Han utgav vidare Library of american biography (25 bd, 1834-48), en levnadsteckning över Gouverneur Morris (3 band, 1832), en förkortad biografi över Washington (2 band, 1842) samt en upplaga av Franklins Works (10 band, 1836-40).